# Arvi Kivimaa

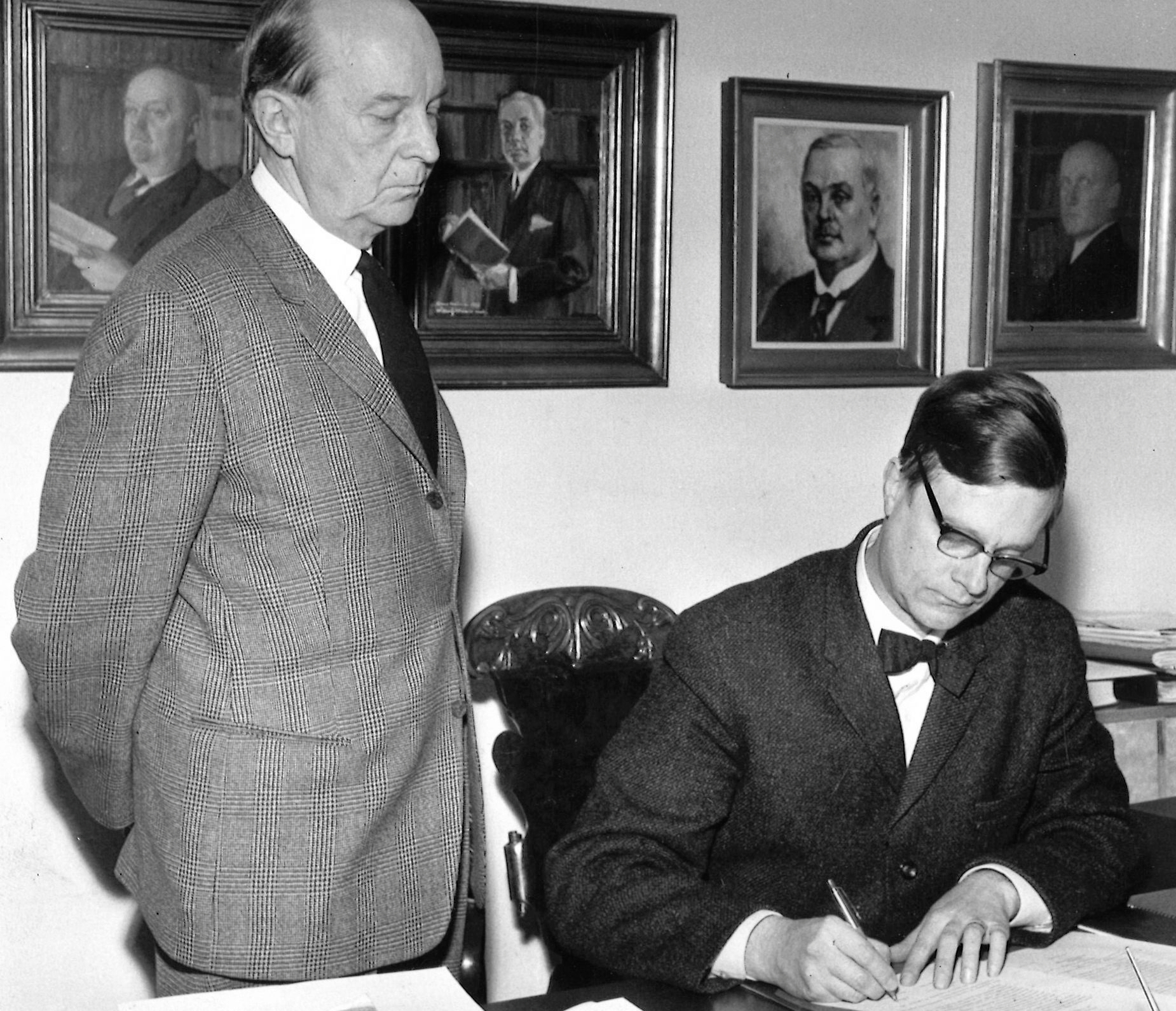
Arvi Kivimaa (t.v.) med Kari Suomalainen år 1965.

Kaarlo Arvi Kivimaa, född 6 september 1904 i Gustav Adolfs, död 18 april 1984 i Helsingfors, var en finländsk författare och teaterchef.
Kivimaa utgav noveller, dikter, essayer, skådespel och romaner. I svensk översättning utgavs ett antal noveller i antologin Sju finska novellister (1930).
Kivimaa tog på ITI- mötet 1961 initiativ till att fira teaterkonsten genom att instifta Världsteaterdagen som firas årligen den 27.3. Dagen är etablerad runt om i världen och firas bl.a genom att läsa upp en deklaration som någon känd teaterprofil skrivit enkom för dagen.